# Neues Deutschland

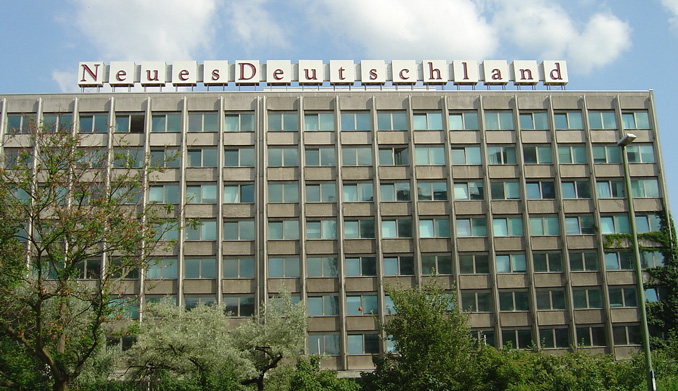
Здание издательства газеты «Neues Deutschland» в Берлине

«Нойес Дойчланд» (нем. Neues Deutschland — «Новая Германия», сокращённо ND) — межрегиональная ежедневная газета в Германии, целевой аудиторией которой являются в основном читатели из восточной её части. Газета позиционирует себя как «социалистическая ежедневная газета».
«Нойес Дойчланд» была допущена оккупационными властями к печати в 1946 году на волне объединения в Советской зоне оккупации Социал-демократической партии Германии и Коммунистической партии Германии в Социалистическую единую партию Германии. Первый номер центрального органа СЕПГ увидел свет 23 апреля 1946 года вскоре после учредительного съезда партии. Орган СДПГ «Дас Фольк» и КПГ «Дойче Фольксцайтунг» прекратили своё существование.
В ГДР газета была одним из наиболее важных органов официальной печати, используемых СЕПГ и Советом Министров ГДР. Газета полностью концентрировалась на освещении деятельности руководства партии и государства. Доходило до того, что в одном единственном номере за 16 марта 1987 года, освещавшем открытие Лейпцигской ярмарки, была опубликована 41 фотография председателя Государственного совета и генерального секретаря СЕПГ Эриха Хонеккера. Влиятельный пост главного редактора газеты занимали партийные и государственные чиновники высшего ранга: Рудольф Гернштадт, Георг Штиби, Герман Аксен, Иоахим Герман и Гюнтер Шабовски. От других печатных изданий «Нойес Дойчланд» выгодно отличалась большим форматом и высоким качеством бумаги и печати.
До объединения Германии «Нойес Дойчланд» выходила тиражом в один миллион экземпляров и занимала второе место по тиражу среди ежедневных газет ГДР после молодёжной газеты «Юнге Вельт». После падения Берлинской стены тираж «Нойес Дойчланд» постепенно снизился и составляет в настоящее время[когда?] около 43 тысяч.